# Яструб
Я́струб (Accipiter) — рід птахів родини яструбових; довжина становить від 30 до 68 см, а вага — від 125 до 1500 г.

## Систематика
Відомо приблизно 50 видів, у тому числі у фауні України три: яструб великий (A. gentilis) — звичайний осілий на всій території; яструб малий (A. nisus) — зустрічається на всій території, не гніздиться у безлісих районах; яструб коротконогий (A. brevipes) — рідкісний гніздовий, перелітний у східній частині країни.
Види:
- Яструб строкатий (Accipiter albogularis)
- Яструб туркестанський (Accipiter badius)
- Яструб неотропічний (Accipiter bicolor)
- Яструб новобританський (Accipiter brachyurus)
- Яструб коротконогий (Accipiter brevipes)
- Яструб нікобарський (Accipiter butleri)
- Яструб каштановобокий (Accipiter castanilius)
- Яструб чилійський (Accipiter chilensis)
- Яструб білогрудий (Accipiter chinogaster)
- Яструб австралійський (Accipiter cirrocephalus)
- Яструб венесуельський (Accipiter collaris)
- Яструб чорноголовий (Accipiter cooperii)
- Яструб рудошиїй (Accipiter erythrauchen)
- Яструб бразильський (Accipiter erythronemius)
- Яструб сенегальський (Accipiter erythropus)
- Яструб бурий (Accipiter fasciatus)
- Яструб коморський (Accipiter francesiae)
- Яструб великий (Accipiter gentilis)
- Яструб сулавеський (Accipiter griseiceps)
- Яструб японський (Accipiter gularis)
- Яструб кубинський (Accipiter gundlachi)
- Яструб новокаледонський (Accipiter haplochrous)
- Яструб молуцький (Accipiter henicogrammus)
- Яструб брунатний (Accipiter henstii)
- Яструб-імітатор (Accipiter imitator)
- Яструб сизий (Accipiter luteoschistaceus)
- Яструб мадагаскарський (Accipiter madagascariensis)
- Яструб чорнокрилий (Accipiter melanochlamys)
- Яструб чорний (Accipiter melanoleucus)
- Яструб папуанський (Accipiter meyerianus)
- Яструб савановий (Accipiter minullus)
- Яструб целебеський (Accipiter nanus)
- Яструб малий (Accipiter nisus)
- Яструб тасманійський (Accipiter novaehollandiae)
- Яструб намібійський (Accipiter ovampensis)
- Яструб сіроголовий (Accipiter poliocephalus)
- Яструб сірочеревий (Accipiter poliogaster)
- Яструб темноголовий (Accipiter princeps)
- Яструб винногрудий (Accipiter rhodogaster)
- Яструб фіджійський (Accipiter rufitorques)
- Яструб кенійський (Accipiter rufiventris)
- Яструб китайський (Accipiter soloensis)
- Яструб неоарктичний (Accipiter striatus)
- Яструб-крихітка (Accipiter superciliosus)
- Яструб ангольський (Accipiter tachiro)
- Яструб заїрський (Accipiter toussenelii)
- Яструб плямистохвостий (Accipiter trinotatus)
- Яструб чубатий (Accipiter trivirgatus)
- Яструб еквадорський (Accipiter ventralis)
- Яструб яванський (Accipiter virgatus)

Вимерлі види:
- Accipiter efficax
- Accipiter quartus